# Have a Nice Day (album Roxette)
Have a Nice Day – szósty album studyjny duetu Roxette wydany 22 lutego 1999 w Europie, po długiej, pięcioletniej przerwie. Dystrybucja albumu w Stanach Zjednoczonych została pominięta, ponieważ w tamtym momencie, zespół nie miał podpisanego kontraktu płytowego w tym kraju. W Europie wydano cztery single promujące wydawnictwo, natomiast poza nią jedynie „Wish I Could Fly”. Single wydane w Europie zawierały niepublikowane wcześniej utwory zespołu jak również nowe nagrania.
W krajach arabskich okładka albumu przedstawiająca od tyłu nagie dzieci wzbudziła kontrowersje z powodów religijnych, przez co została ocenzurowana. Wydana została więc edycja specjalna albumu, która powstała w Holandii, lecz w sprzedaży dostępna była tylko na Bliskim Wschodzie. W krajach Ameryki Południowej płyta ukazała się ponownie jesienią 1999 i zawierała dodatkowo trzy utwory w wersjach hiszpańskojęzycznych; „Quisiera volar” („Wish I Could Fly”), „Alguien” („Anyone”) i „Lo siento” („Salvation”), których teksty zostały przetłumaczone przez Luisa G. Escobara wcześniej zajmującego się tłumaczeniem tekstów kilku utworów z albumu Baladas En Español. Początkowo miały one zostać oficjalnie wydane jako single na tym kontynencie, ostatecznie pojawiły się jako promo m.in. w Hiszpanii, Meksyku i Argentynie.
W porównaniu z poprzednimi wydawnictwami album Have a Nice Day zawiera piosenki w większości taneczne i elektroniczne. Ballada „It Will Take a Long Long Time” została użyta w komedii romantycznej Uciekająca panna młoda z 1999 roku, jednak nie została wydana na oficjalnej ścieżce dźwiękowej. Z kolei „Waiting for the Rain” jest pierwszym w karierze duetu który skomponowała Marie Fredriksson.
Album sprzedał się w 2,2 mln egzemplarzy a single „Wish I Could Fly” i “Stars” stały się dużymi przebojami. Sukces płyty pozwolił duetowi zdobyć nagrodę dla najlepiej sprzedającego się skandynawskiego artysty na World Music Awards 2000. Na Uroczystej Gali Nagród, zespół wykonał inauguracyjny utwór „Wish I Could Fly”. Podczas trasy Room Service Tour 2001 duet wykonał kilka utworów z tej płyty.

## Lista utworów
1. Crush On You – 3:36
2. Wish I Could Fly – 4:40
3. You Can't Put Your Arms Around What's Already Gone – 3:31
4. Waiting for the Rain – 3:38
5. Anyone – 4:32
6. It Will Take a Long Long Time – 4:04
7. 7Twenty7 – 3:53
8. I Was So Lucky – 4:18
9. Stars – 3:56
10. Salvation – 4:38
11. Pay the Price – 3:48
12. Cooper – 4:17
13. Staring at the Ground – 2:59
14. Beautiful Things – 3:49

Spanish bonus track
1. Quisiera volar 
(hiszpańska wersja "Wish I Could Fly") – 4:45
2. Alguien 
(hiszpańska wersja "Anyone") – 4:31
3. Lo siento 
(hiszpańska wersja "Salvation") – 4:44